# Casa Albă, Moscova

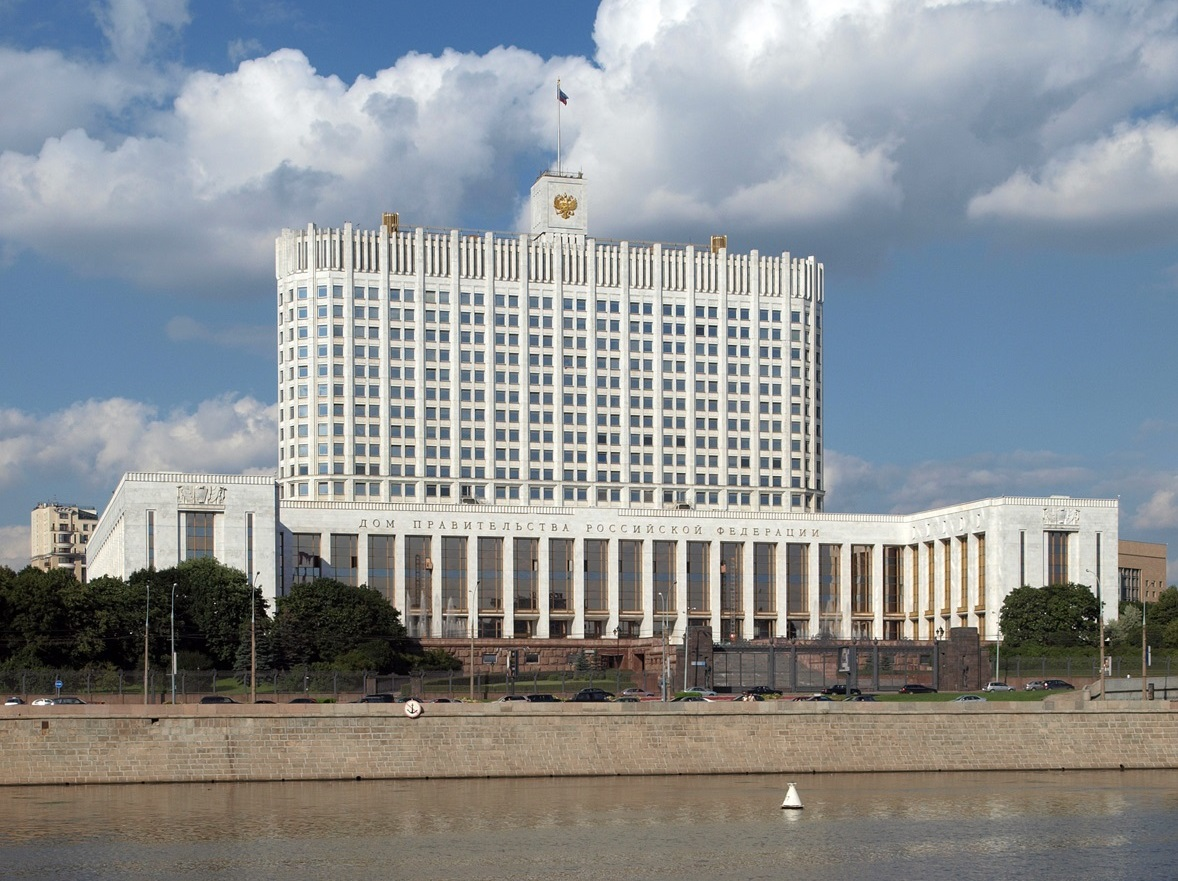
Casa Albă

Casa Albă (în rusă: Белый Дом, trasliterat: Belîi Dom) este o clădire guvernamentală din Moscova. A fost proiectată de arhitecții D. Ceciulin și P. Șteller. Construcția a început în 1965 și a fost încheiată 14 ani mai târziu. Clădirea a fost sediul Congresului Deputaților Poporului și al Sovietului Suprem al RSFS Ruse și mai apoi al Federației Ruse până la criza constituțională din 4 octombrie 1993, când deputații protestatari baricadați înăuntru au fost scoși afară după bombardamente de artilerie. În timpul bombardamentelor și asaltului militarilor, clădirea Casei Albe a fost avariată, fiind răvășită și de o serie de incendii. 
Deputații parlamentului reformat, rebotezat cu numele din perioada țaristă - Duma de Stat – aleși în 1994, s-au mutat într-un nou sediu aflat în apropierea Kremlinului. 
După renovare, Casa Albă a devenit sediul guvernului Federației Ruse. 

## Arhitectura
În timpul construcției Casei Albe, Dmitry Chechulin a profitat de proiectul său nerealizat al clădirii principale a liniei aeriene "Aeroflot" în 1934. Ideea inițială a fost dezvoltată în onoarea salvării pasagerilor a croazierului scufundat "Celiuschin" de către piloții sovietici. Construcția trebuia să aibă forme simplificate. Stilul clădirii a fost similar cu dimensiunea navei, a fost completat cu numeroase compoziții sculpturale. Intrarea principală accentua porticul, asemănându-se cu un arc de triumf. Sa presupus că clădirea va forma un nou aspect al pieței stației Belorussky. Dar structura nu corespunde terenului în mărime și configurație, deci nu a fost niciodată implementată.